# Carlos Pinto (futebolista)
José Carlos Alves Ferreira Pinto (Paços de Ferreira, 2 de Março de 1973) mais conhecido por Carlos Pinto é um ex-futebolista português e treinador de futebol.

## Carreira

### jogador[1]
O Carlos Pinto iniciou e concluiu a sua formação de jogador profissional no Paços de Ferreira e começou a jogar a nível profissional no Rebordosa durante a época de 1991-1992. O clube evoluía nessa época na III Divisão do campeonato português de futebol.
Teve uma longa carreira futebolística e passou por clubes prestigiosos da segunda liga como por exemplo o Grupo Desportivo de Chaves, o Clube Desportivo Feirense, a Naval 1º de Maio, o CD Feirense etc.

### treinador[2]
(...)

## Títulos
2 titulos nacionais
- Segunda Liga 2014-2015
- Campeonato de Portugal 2013-2014

1 titulo régional
- AF ponta Delgada taça de Sao Miguel 2015-2016